# HD 221740
HD 221740，又名CP-65 4148，SAO 255520、HR 8945，是一颗恒星，视星等为7.4，位于銀經315.61，銀緯-50.52，其B1900.0坐标为赤經23h 29m 30.6s，赤緯-65° -50.52′ 33″。